# Curitiba prismatica
Curitiba prismatica är en myrtenväxtart som först beskrevs av Carlos Maria Diego Enrique Legrand, och fick sitt nu gällande namn av Salywon och Leslie Roger Landrum. Curitiba prismatica ingår i släktet Curitiba och familjen myrtenväxter. Inga underarter finns listade i Catalogue of Life.